# Группа оценки систем вооружения
Группа оценки систем вооружения (англ. Weapons Systems Evaluation Group, WSEG) была сформирована в 1948 году для проведения оперативных исследовательских работ Объединенного комитета начальников штабов армии США и министра обороны США. Группа курировала оценку оружия, использованного во время Корейской войны, сотрудничала с Израилем в оценке эффективности советского оружия во время холодной войны.

## История
Первым директором по исследованиям был Филип Морс, проработавший в группе полтора года, прежде чем вернуться в Массачусетский технологический институт летом 1950 года. С 1957 по 1960 год директором был Джон Х. Сайдс (John H. Sides). Генерал-лейтенант Харви Алнесс (Harvey T. Alness) руководил группой с 1 сентября 1962 года по 1 марта 1964 года.
Хью Эверетт III (Hugh Everett III) работал в группе с 1956 по 1964 год. Многие из его работ остаются засекреченными. Во время работы в WSEG Эверетт работал над различными исследованиями начальной стадии проекта ракеты «Минитмен». Вместе с Джорджем  Пью (George E. Pugh) он написал влиятельное исследование «Распространение и последствия радиоактивных осадков в крупных кампаниях по созданию ядерного оружия» (The Distribution and Effects of Fallout in Large Nuclear Weapon Campaigns).
Сфера работы группы включает широкий спектр тем, касающихся систем вооружения и боевых действий, но лишь часть из них фактически обнародована. Другие исследования посвящены противовоздушной обороне, биологической войне, советским военным системам и другим передовым видом вооружения США ввиду наступления холодной войны. Основные данные о ее работе были рассекречены в 2018 году.